# Poda (Foča, BiH)
Poda je naseljeno mjesto u općini Foči, Republika Srpska, BiH. Nalazi se sjeverno od Zavaita i Podgaja i rječice Skakavca. Zapadno je Dragočavska rijeka, a istočno Tvrdaci i rijeka Ćehotina.  Smješten je na 1050 metara nadmorske visine.
Pripojen je Zavaitu, a zajedno s njime i naselja Kušlat i Ruda.